# Травма (фильм, 2004)
«Травма» (англ. Trauma) — психологический триллер, выпущенный в Великобритании в 2004 году.

## Сюжет
Очнувшись в больничной палате после автокатастрофы, Бен (Колин Фёрт) решает, что его жена Элиза умерла. В дни, когда все говорят о жестоком убийстве поп-звезды Лорен, он пытается совладать с его личным горем. Бен переезжает в другую квартиру, посещает психолога, к которому ходил после смерти родителей, когда ему было 16 лет. Правда, долгожданного покоя Бен не находит — полиция начинает подозревать его в убийстве, и он часто видит умершую жену. Дочь управляющего — Шарлотта (Мина Сувари) заботится о новом жильце: приносит ему сахар, расспрашивает о делах, она рассказывает историю дома, в котором он поселился — это была больница, а в подвале был морг. Познакомившись поближе, Бен и Шарлотта идут на встречу с медиумом, а также посещают музей, где Бен тренирует Шарлотту умению справляться со страхом пауков. В общение со своим психологом Бен вспоминает, что его тётю, которая о нём заботилась также зовут Шарлотта, а про встречу с медиумом отзывается скептически, но тем не менее приходит на следующую. Каково же было его удивление, когда медиум сообщила, что Элиза жива. Бен и Шарлотта проводят время вместе в его квартире: у него старинное увлечение — он разводит муравьёв. Бен показывает Шарлотте фотографии его жены, а на утро обнаруживает, что фотоальбом сгорел. К Бену приходит мужчина, который ему знаком по фотографиям из газет, на которых изображены Элиза и Лорен. Бен приходит к дому сестры Элизы, и просит рассказать ему правду, так как он боится, что это он мог убить Лорен, и та сообщает ему, что перед аварией они расстались. В качестве доказательства она показывает фотографию Элизы с новым бой-френдом, но Бен помнит лишь отрывки ссоры перед аварией. В скором времени сама Элиза приходит домой к Бену и рассказывает, что произошло перед аварией — её не было в машине, он высадил её после того, как они поругались. Элиза просит оставить её в покое, говоря, что Бен всегда был в себе, и жизнь с ним была кошмаром. Напряжение внутри Бена не уменьшается, он решает, что Шарлотта - вымысел и убивает её в подвале дома, после чего идёт к своему психологу и по дороге наталкивается на своего приятеля, который следует незаметно за ним. Бен приходит в свою рабочую студию, где он "встречался с психологом", и садится напротив зеркала. Он рассказывает своему отражению, которым является психолог, о том, что сделал выбор и что определил ясность. Его друг это видит и понимает весь ужас происходящего. Фильм заканчивается сценой, в которой полицейский, подозревающий Бена в убийстве Лорен, общается с ним в больнице. Становится ясно, что это не он убил Лорен, но из-за давления на него, он аналогичным образом убил Шарлотту.

## В ролях
- Колин Фёрт — Бен
- Мина Сувари — Шарлотта
- Наоми Харрис — Элиза
- Кеннет Крэнем — констебль Джексон